# Pascale Boyer
Pour les articles homonymes, voir Boyer.
Pascale Boyer, née le 28 septembre 1965 à Saint-Mandé, est une femme politique française, membre de La République en marche (LREM). Elle est députée de la 1re circonscription des Hautes-Alpes du 21 juin 2017 au 9 juin 2024.

## Biographie

### Jeunesse et études
Pascale Boyer fait des études en aménagement du territoire.

### Carrière politique
Pascale Boyer commence à s'engager politiquement en devenant collaboratrice du groupe des conseillers généraux du Parti socialiste des Hautes-Alpes de 2012 à 2016.
Elle se présente aux élections départementales de 2015 dans les Hautes-Alpes dans le canton de Gap-1 sous l'étiquette PS aux côtés de Guy Blanc, mais n'est pas élue. Elle dépose un recours à la suite de la disparition de bulletins Front national et le tribunal administratif lui donne raison.
En vue de l'élection départementale partielle de janvier 2016, elle repart en campagne avec Guy Blanc mais le Parti socialiste préfère investir un autre binôme. Pascale Boyer est finalement élue conseillère départementale divers gauche du canton de Gap-1 avec 52,32 % des voix face au binôme divers droite sortant (47,58 %).
Elle quitte le Parti socialiste en mars 2016 avant de rejoindre En marche ! entre les deux tours de la primaire de la gauche, fin janvier. Proche de Christophe Castaner, elle obtient l'investiture La République en marche ! pour les élections législatives dans la 1re circonscription des Hautes-Alpes. Elle est élue au second tour avec 57,92 % des voix contre 42,08 % pour la candidate Les Républicains.
Lors des élections législatives de 2022, elle se présente de nouveau, toujours dans la 1re circonscription des Hautes-Alpes, et toujours pour La République en marche !. Elle est réélue au second tour avec 50,36 % des voix contre 49,64 % pour le candidat de la NUPES.
À la suite de la dissolution de l'Assemblée nationale, elle est candidate à sa réélection lors des élections législatives de 2024. Qualifiée pour le second tour, elle arrive en troisième position derrière les candidats du RN et du NFP. Elle décide de retirer sa candidature pour faire barrage au candidat d'extrême-droite.

## Action politique
Pascale Boyer est corédactrice d'un rapport d'information sur l'évaluation de la loi du 6 août 2015 pour la croissance, l'activité et l'égalité des chances économiques, dite « Loi Macron ». Elle intervient sur la thématique des transports et analyse notamment le sujet des lignes de bus à longue distance, le sujet du permis de conduire ainsi que le sujet des concessions autoroutières[source insuffisante].
Elle est membre de la commission du Développement durable et de l'Aménagement du territoire. Elle n'a toutefois pris part, un an après sa réélection en 2017, qu'à 35 % des scrutins liés à ces thématiques, et ses interventions en commission sont peu nombreuses, selon le quotidien Libération.
En 2022, Pascale Boyer devient présidente du groupe d’étude énergie et hydrogène de l’Assemblée nationale. 
En octobre 2022, Pascale Boyer est élue présidente de l’ANEM.

## Accusations de harcèlement
Elle est accusée par ses collaborateurs parlementaires de management toxique (harcèlement, humiliation, etc). Plus d'une trentaine de ses assistants ont démissionné entre son élection en 2017 et 2023,.

## Détail des fonctions et mandats

### Mandats électifs
- Du 31 janvier 2016 au 27 juin 2021[11] : conseillère départementale du canton de Gap-1.
- Du 21 juin 2017 au 9 juin 2024 : députée de la 1re circonscription des Hautes-Alpes.